# Улица Евгения Гуцало
Улица Евгения Гуцало (укр. Вулиця Євгена Гуцала) — улица в Новозаводском районе города Чернигова, исторически сложившаяся местность (район) Новая Подусовка. Пролегает от пересечения улиц Черкасская и Григория Кочура до тупика.
Нет примыкающих улиц.

## История
Был проложен в 1960-е годы, вместе в другими улицами 1-й очереди застройки Новой Подусовки (Новоподусовского жилого массива), и был застроен индивидуальными домами.
2-й переулок Гайдара получил название с переименованием 18-я Колеи на улицу Гайдара в 1960 году — в честь советского детского писателя Аркадия Петровича Гайдара.
19 февраля 2016 года переулок был преобразован в улицу, получив современное название — в честь советского и украинского писателя Евгения Филипповича Гуцало, согласно Распоряжению городского главы В. А. Атрошенко Черниговского городского совета № 46-р «Про переименование улиц города» («Про перейменування вулиць міста»).

## Застройка
Улица проложена в восточном направлении вдоль ж/д линии Чернигов—Семиходы (севернее её). Только северная сторона улицы занята усадебной застройкой, южная — не застроена. 
Учреждения: нет. 